# Conanthera campanulata
Conanthera campanulata är en enhjärtbladig växtart som beskrevs av John Lindley. Conanthera campanulata ingår i släktet Conanthera och familjen Tecophilaeaceae. Inga underarter finns listade i Catalogue of Life.